# チェスキーナ・永江洋子
チェスキーナ・永江 洋子（チェスキーナ・ながえ ようこ,Yoko Nagae Ceschina、1932年4月5日 - 2015年1月10日）は、日本・イタリアのハープ奏者。音楽家のパトロンとしての活動でも知られた。
熊本県玉名郡玉東町出身。熊本県立第一高等女学校で学んだ後、1952年に熊本大学教育学部附属小学校の代用教員となる。1954年、東京芸術大学のハープ科に入学。その後、同大学を休学し、東京交響楽団でハープ奏者として活動する。
1960年からイタリアのヴェネツィアに留学し、1977年には資産家のレンツォ・チェスキーナと結婚。1982年に夫が死去した後、裁判を経て300億円の遺産を相続し、篤志家として活動するようになる。NHK交響楽団のヨーロッパツアー、米国ツアーのサポート、ニューヨーク・フィルハーモニックの北朝鮮公演に多大な貢献をした。また、ロシア・マリインスキー新劇場の建設に巨額の寄付を行った。2013年には熊本県近代文化功労者となり、2014年にはロシアの友好勲章を受章した。
2015年1月10日、ローマの病院で死去。同年8月5日、ヴァレリー・ゲルギエフ指揮、東京交響楽団の追悼演奏会がサントリーホールにて行われ、チャイコフスキーの交響曲第6番『悲愴』が演奏された。

## 著書
- ヴェネツィア私のシンデレラ物語（チェスキーナ洋子名義、草思社、2003年、ISBN 4-7942-1199-6）